# Czesław Grabowski (chemik)
Czesław Emanuel Grabowski (ur. 20 czerwca 1873 w Częstochowie, zm. 3 marca 1945 tamże) – profesor zwyczajny Politechniki Warszawskiej, specjalista w zakresie inżynierii chemicznej.

## Życiorys
Urodził się 20 czerwca 1873 w Częstochowie, w rodzinie Bronisława i Marii z Krokowskich. W 1891 ukończył gimnazjum w Częstochowie i rozpoczął studia na Wydziale Chemicznym Instytutu Technologicznego w Charkowie, które ukończył w 1897 z tytułem inżyniera technologa. W 1898 rozpoczął pracę w rosyjskim przemyśle cukrowniczym. 2 września 1903 ożenił się ze Stefanią Ziemską. W 1918 powrócił do Polski, gdzie zajął się odbudową cukrowni Wożuczyn w powiecie tomaszowskim lubelskim. Rok później na podstawie wniosków nominacyjnych przedstawionych przez Komisję Stabilizacyjną, wszedł w pierwszy 38 - osobowy skład profesorów Politechniki Warszawskiej. W październiku 1919 otrzymał nominację na profesora nadzwyczajnego, a w czerwcu 1928 uzyskał stopień profesora zwyczajnego. W latach 1919–1939 sprawował funkcję kierownika Katedry i Zakładu Maszynoznawstwa Ogólnego i Chemicznego. W tym czasie był promotorem ok. 100 prac dyplomowych i kilku rozpraw doktorskich. Równocześnie w latach 1919–1926 był redaktorem działu mechanicznego Gazety Cukrowniczej. W czasie II wojny światowej początkowo nauczał w Państwowej Szkole Chemiczno-Ceramicznej w Warszawie, natomiast od 1942 wykładał maszynoznawstwo w Państwowej Wyższej Szkole Technicznej w Warszawie. W czasie całej okupacji, w swoim mieszkaniu potajemnie nauczał dawnych studentów maszynoznawstwa. Po upadku Powstania Warszawskiego trafił do pruszkowskiego obozu dla uchodźców, a następnie do Częstochowy, gdzie zmarł 3 marca 1945 po ciężkiej chorobie. Został pochowany na cmentarzu Kule w Częstochowie.

## Stanowiska
- 1919–1939 - kierownik Katedry i Zakładu Maszynoznawstwa Ogólnego i Chemicznego (od 1928 r. Chemiczny) Politechniki Warszawskiej
- 1919–1926 - redaktor działu mechanicznego Gazety Cukrowniczej
- 1939–1942 - wykładowca w Państwowej Szkole Chemiczno-Ceramicznej w Warszawie
- 1942–1944 - nauczyciel maszynoznawstwa w Państwowej Wyższej Szkole Technicznej w Warszawie[1]

## Członkostwa
- członek Koła Techników Cukrowników przy Stowarzyszeniu Techników Polskich
- współorganizator Zrzeszenia Doskonalenia Gospodarki Cieplnej[1]

## Ważne publikacje
- Destylacja z parą wodną lub w ogóle z gazem obojętnym, 1932
- Pompy do gazów, 1933
- Teoria suszarnictwa w oświetleniu graficznym, 1937
- Podstawy hydromechaniki przemysłu chemicznego, 1938[1]